# Eritrichium relictum
Eritrichium relictum är en strävbladig växtart som beskrevs av G.M. Kudabaeva. Eritrichium relictum ingår i släktet Eritrichium och familjen strävbladiga växter. Inga underarter finns listade i Catalogue of Life.